# Steroid bôi tại chỗ
Steroid bôi tại chỗ là một dạng corticosteroid bôi tại chỗ. Steroid bôi tại là thuốc bôi được kê để điều trị phát ban, chàm, và viêm da. Steroid bôi tại chỗ có tác dụng chống viêm và được phân loại dựa trên khả năng co mạch da.
Tác dụng phụ có thể xảy ra khi dùng steroid bôi tại chỗ lâu dài.

## Cách sử dụng
Các steroid bôi tại chỗ yếu hơn được sử dụng cho da mỏng và các vùng nhạy cảm, đặc biệt là khu vực dưới các nếp gấp, như nách, bẹn, khe mông, nếp lằn vú. Các steroid bôi tại chỗ yếu được sử dụng trên mặt, mí mắt, khu vực quấn tã, quanh hậu môn, và hăm da vùng bẹn và các nếp gấp. Steroid bôi trung bình được sử dụng cho viêm da cơ địa, chàm hình đồng xu, chàm khô, lichen xơ hóa âm hộ, ghẻ và viêm da nặng. Steroid mạnh được sử dụng cho bệnh vẩy nến, lichen phẳng, lupus kinh diễn, nứt nẻ chân, độc thường xuân tiếp xúc nặng, rụng tóc từng vùng, chàm hình đồng xu, và viêm da cơ địa nặng ở người lớn.
Để ngăn quen thuốc nhanh, steroid tại chỗ thường được kê trong một tuần rồi nghỉ một tuần. Một số khuyến cáo các steroid bôi tại chỗ trong 3 ngày liên tiếp rồi ngừng 4 ngày liên tiếp. Steroid bôi tại chỗ kéo dài có thể dẫn đến bội nhiễm nấm hay vi khuẩn, teo da, giãn mạch da, bầm tím và mỏng da.
Việc sử dụng các đơn vị đầu ngón tay có thể giúp hướng dẫn lượng steroid là cần thiết để bôi lên mỗi khu vực khác nhau của cơ thể.

## Hệ thống phân loại

### Hệ thống Mỹ
Hệ thống phân loại của Hoa Kỳ chia làm 7 nhóm. Nhóm I mạnh nhất và nhóm VII yếu nhất.

#### Nhóm I
Rất mạnh: mạnh hơn 600 lần so với hydrocortisone
- Clobetasol propionate 0.05% (Dermovate)
- Betamethasone dipropionate 0.25% (Diprolene)
- Halobetasol propionate 0.05% (Ultravate, Halox)
- Diflorasone diaxetat 0.05% (Psorcon)

#### Nhóm II
- Fluocinonide 0.05% (Lidex)
- Halcinonide 0.05% (Halog)
- Amcinonide 0.05% (Cyclocort)
- Desoximetasone 0.25% (Topicort)

#### Nhóm III
- Triamcinolone acetonide 0.5% (Kenalog, Aristocort cream)
- Mometasone furoate 0.1% (Elocon, Elocom ointment)
- Fluticasone propionate 0.005% (Cutivate)
- Betamethasone dipropionate 0.05% (Diprosone)
- Halometasone 0.05%

#### Nhóm IV
- Fluocinolone acetonide 0.01-0.2% (Synalar, Synemol, Fluonid)
- Hydrocortisone valerate 0.2% (Westcort)
- Hydrocortisone butyrate 0.1% (Locoid)
- Flurandrenolide 0.05% (Cordran)
- Triamcinolone acetonide 0.1% (Kenalog, Aristocort A ointment)
- Mometasone furoate 0.1% (kem, dung dịch Elocon)

#### Nhóm V
- Fluticasone propionate 0.05% (kem Cutivate)
- Desonide 0.05% (thuốc mỡTridesilon, DesOwen)
- Fluocinolone acetonide 0.025% (kem Synalar, Synemol)
- Hydrocortisone valerate 0.2% (kem Westcort)

#### Nhóm VI
- Alclometasone dipropionate 0.05% (kem, thuốc mỡ Aclovate)
- Triamcinolone acetonide 0.025% (kem Aristocort A, dung dịch Kenalog)
- Fluocinolone acetonide 0.01% (Sữa tắm Capex, Dermasmooth)
- Desonide 0.05% (kem, dung dịch DesOwen)

#### Nhóm VII
Nhóm yếu nhất: hòa tan trong lipid kém và không thể xuyên qua lớp nhầy niêm mạc.
- Hydrocortisone 2.5% (kem, dịch, thuốc mỡ Hytone)
- Hydrocortisone 1%